# Румунија на Европском првенству у атлетици у дворани 1972.
Румунија је учествовала на 3 Европском првенству у атлетици у дворани 1972. одржаном у Греноблу, Француска, 11. и 12. марта. У трећем учешћу на европским првенствима у дворани репрезентацију Руминије представљало је 12. такмичара (4 м и 8 ж) који су се такмичили у 9 дисциплина (4. мушке и 5 женских).
Са две сребрне освојене медаља (Румунија је у укупном пласману заузела је 8. место од 14 земаља које су на овом првенству освојиле медаље, односно 23 земље учеснице.
У табели успешности (према броју и пласману такмичара који су учествовали у финалним такмичењима (првих 8 такмичара)) Румунија је са три учесника у финалу заузела 10. место са 47 бодова, од 23 земље које су у финалу имале представнике, односни све земље учеснице имале су бар једног представника у финалу.
| Плас. | Земља    | 1. место | 2. место | 3. место | 4. место | 5. место | 6. место | 7. место | 8. место | Бр. финал. - Бод. |
| ----- | -------- | -------- | -------- | -------- | -------- | -------- | -------- | -------- | -------- | ----------------- |
| 10.   | Румунија | −        | 2 − 14   | −        | −        | −        | 1 − 3    | −        | −        | 3 − 17            |

## Учесници
| Бр. | Дисциплина   | Мушкарци                   | Жене                              | Укупно   |
| --- | ------------ | -------------------------- | --------------------------------- | -------- |
| 1.  | 50 м         |                            | Аурелија Марашеску Марјана Гот    | 2        |
| 2.  | 800 м        |                            | Иљана Силај                       | 1        |
| 3.  | 60 м препоне | Николаје Петреа            | Валерија Буфану                   | 2        |
| 4.  | Скок увис    | Чаба Доса                  |                                   | 1        |
| 5.  | Скок удаљ    | Карол Корбу Валентин Журка | Виорика Вископољану Елена Вентила | 4        |
| 6.  | Троскок      | Карол Корбу*               |                                   | 0 (1)    |
| 7.  | Бацање кугле |                            | Валентина Чолтан Ана Салагеан     | 2        |
|     | Укупно (7)   | 4 (5)10                    | 8                                 | 12 (13)* |

- Тачка уз име такмичара означава де је учествовао у више дисциплина.

## Освајачи медаља
- Сребро

1. Иљана Силај — 800 м

2, Карол Корбу — Троскок

## Резултати

### Мушкарци
| Атлетичар       | Дисциплина   | Лични рекорд | Квалификације | Квалификације | Полуфинале           | Полуфинале           | Финале               | Финале    | Детаљи |
| Атлетичар       | Дисциплина   | Лични рекорд | Резултат      | Место         | Резултат             | Место                | Резултат             | Место     | Детаљи |
| --------------- | ------------ | ------------ | ------------- | ------------- | -------------------- | -------------------- | -------------------- | --------- | ------ |
| Николаје Петреа | 50 м препоне |              | 6,79          | 4 у гр. 1 НРд | Није се квалификовао | Није се квалификовао | Није се квалификовао | =13. / 23 |        |
| Чаба Доса       | скок увис    |              |               |               |                      |                      | 2,05                 | =13. / 14 |        |
| Карол Корбу     | скок удаљ    |              | 7,62 НРд      | 9. / 12 (13)  |                      |                      |                      |           |        |
| Валентин Журка  | скок удаљ    |              | 7,61          | 19. / 12 (13) |                      |                      |                      |           |        |
| Карол Корбу*    | троскок      | 16,84 НРд    | 16,89         |               |                      |                      |                      |           |        |

### Жене
| Атлетичарка         | Дисциплина   | Лични рекорд | Квалификације | Квалификације | Полуфинале            | Полуфинале            | Финале                | Финале       | Детаљи |
| Атлетичарка         | Дисциплина   | Лични рекорд | Резултат      | Место         | Резултат              | Место                 | Резултат              | Место        | Детаљи |
| ------------------- | ------------ | ------------ | ------------- | ------------- | --------------------- | --------------------- | --------------------- | ------------ | ------ |
| Аурелија Марашеску  | 50 м         |              | 6,55 ЛРд      | 3 у гр. 2     | Није се квалификовала | Није се квалификовала | Није се квалификовала | 13. / 19     |        |
| Марјана Гот         | 50 м         |              | 6,60 ЛРд      | 4 у гр. 1     | Није се квалификовала | Није се квалификовала | Није се квалификовала | 17. / 19     |        |
| Иљана Силај         | 800 м        |              | 2:06,28       | 1 у гр. 1     |                       |                       | 2:05,17 НРд           |              |        |
| Валерија Буфану     | 50 м препоне |              | 8,4           | 4 у гр. 3 кв  | Није стартовала       | Није стартовала       | Без пласмана          | Без пласмана |        |
| Виорика Вископољану | скок удаљ    | 6,56 НРд     |               |               |                       |                       | 6,01                  | 6. ( 10      |        |
| Елена Вентила       | скок удаљ    |              | 6,26          | 6. ( 10       |                       |                       |                       |              |        |
| Валентина Чолтан    | бацање кугле |              | 17,09         | 9. / 13       |                       |                       |                       |              |        |
| Ана Салеђан         | бацање кугле |              | 16,04         | 11. / 12      |                       |                       |                       |              |        |

## Биланс медаља Румуније после 3. Европског првенства у дворани 1970—1972.
|     | ЕП     |   |   |   |    | УП  |
| --- | ------ | - | - | - | -- | --- |
| 1.  | 1970.  | 1 | 1 | 2 | 4  | 8   |
| 2.  | 1971.  | 0 | 2 | 3 | 5  | 8   |
| 3.  | 1972.  | 0 | 2 | 0 | 1  | 8   |
| 1-3 | Укупно | 1 | 5 | 5 | 11 | 10. |

|    | ЕП                  |   |   |   |   |
| 1. | Виорика Вископољану | 1 | 0 | 1 | 2 |
| 2. | Карол Корбу         | 0 | 2 | 0 | 2 |
| 2. | Иљана Силај         | 0 | 2 | 0 | 2 |
| 4. | Корнелија Попеску   | 0 | 1 | 1 | 2 |
| -- | ------------------- | - | - | - | - |

## Румунски освајачи медаља после 3. Европског првенства у дворани 1970—1972.
|     | Атлетичар/ка            | м | ж | ЕП       | Дисциплина   |   |   |   |    |  |
| --- | ----------------------- | - | - | -------- | ------------ | - | - | - | -- |  |
| 1.  | Виорика Вископољану (1) |   | ж | 1970.    | даљ          |   |   |   |    |  |
| 2.  | Корнелија Попеску (1)   |   | ж | 1970.    | 60 м препоне |   |   |   |    |  |
| 3.  | Шербан Јоан             | м |   | 1970.    | вис          |   |   |   |    |  |
| 4.  | Шербан Чокина           | м |   | 1970.    | троскок      |   |   |   | 4  |  |
| 5.  | Иљана Силај (1)         |   | ж | 1971.    | 800 м        |   |   |   |    |  |
| 6.  | Карол Корбу (1)         | м |   | 1971.    | троскок      |   |   |   |    |  |
| 7.  | Василе Сарукан          | м |   | 1971.    | даљ          |   |   |   |    |  |
| 8.  | Корнелија Попеску (2)   |   | ж | 1971.    | вис          |   |   |   |    |  |
| 9.  | Виорика Вископољану (2) |   | ж | 1971.    | даљ          |   |   |   | 5  |  |
| 10. | Карол Корбу (2)         | м |   | 1972.    | троскок      |   |   |   |    |  |
| 11. | Иљана Силај (2) ]       |   | ж | 1972.    | 800 м        |   |   |   |    |  |
|     | Укупно                  | 5 | 6 | 1970—71. |              | 1 | 5 | 5 | 11 |  |